# Atzelsdorf (Gemeinde Michelhausen)
Atzelsdorf ist eine Ortschaft und eine Katastralgemeinde der Gemeinde Michelhausen im Bezirk Tulln in Niederösterreich. Die Ortschaft hat 336 Einwohner (Stand 1. Jänner 2024).

## Geografie
Atzelsdorf liegt östlich von Michelhausen. Der Ort wird vom Rinnengraben entwässert, der nördlich von Atzelsdorf in den Hochwiesgraben mündet. Am 1. April 2020 umfasste die Ortschaft 150 Adressen.

## Siedlungsentwicklung
Zum Jahreswechsel 1979/1980 befanden sich in der Katastralgemeinde Atzelsdorf insgesamt 100 Bauflächen mit 44.579 m² und 118 Gärten auf 96.941 m², 1989/1990 gab es 99 Bauflächen. 1999/2000 war die Zahl der Bauflächen auf 263 angewachsen und 2009/2010 bestanden 192 Gebäude auf 421 Bauflächen.

## Geschichte
Im Jahr 1822 wurde der Ort als Dorf mit 34 Häusern genannt, das nach Michelhausen eingepfarrt war, wohin auch die Kinder eingeschult wurden. Die Herrschaft Judenau besaß die Ortsobrigkeit, übte die Landgerichtsbarkeit aus, besorgte die Konskription und hatte die Grundherrschaft inne. Laut Adressbuch von Österreich des Jahres 1938 waren in Atzelsdorf ein Gastwirt, ein Gemischtwarenhändler, ein Maler, ein Schuster und einige Landwirte ansässig.

## Bodennutzung
Die Katastralgemeinde ist landwirtschaftlich geprägt. 379 Hektar wurden zum Jahreswechsel 1979/1980 landwirtschaftlich genutzt und 15 Hektar waren forstwirtschaftlich geführte Waldflächen. 1999/2000 wurde auf 370 Hektar Landwirtschaft betrieben und 16 Hektar waren als forstwirtschaftlich genutzte Flächen ausgewiesen. Ende 2018 waren 346 Hektar als landwirtschaftliche Flächen genutzt und Forstwirtschaft wurde auf 17 Hektar betrieben. Die durchschnittliche Bodenklimazahl von Atzelsdorf beträgt 57,1 (Stand 2010).